# St.-Martini-Kirche (Brelingen)

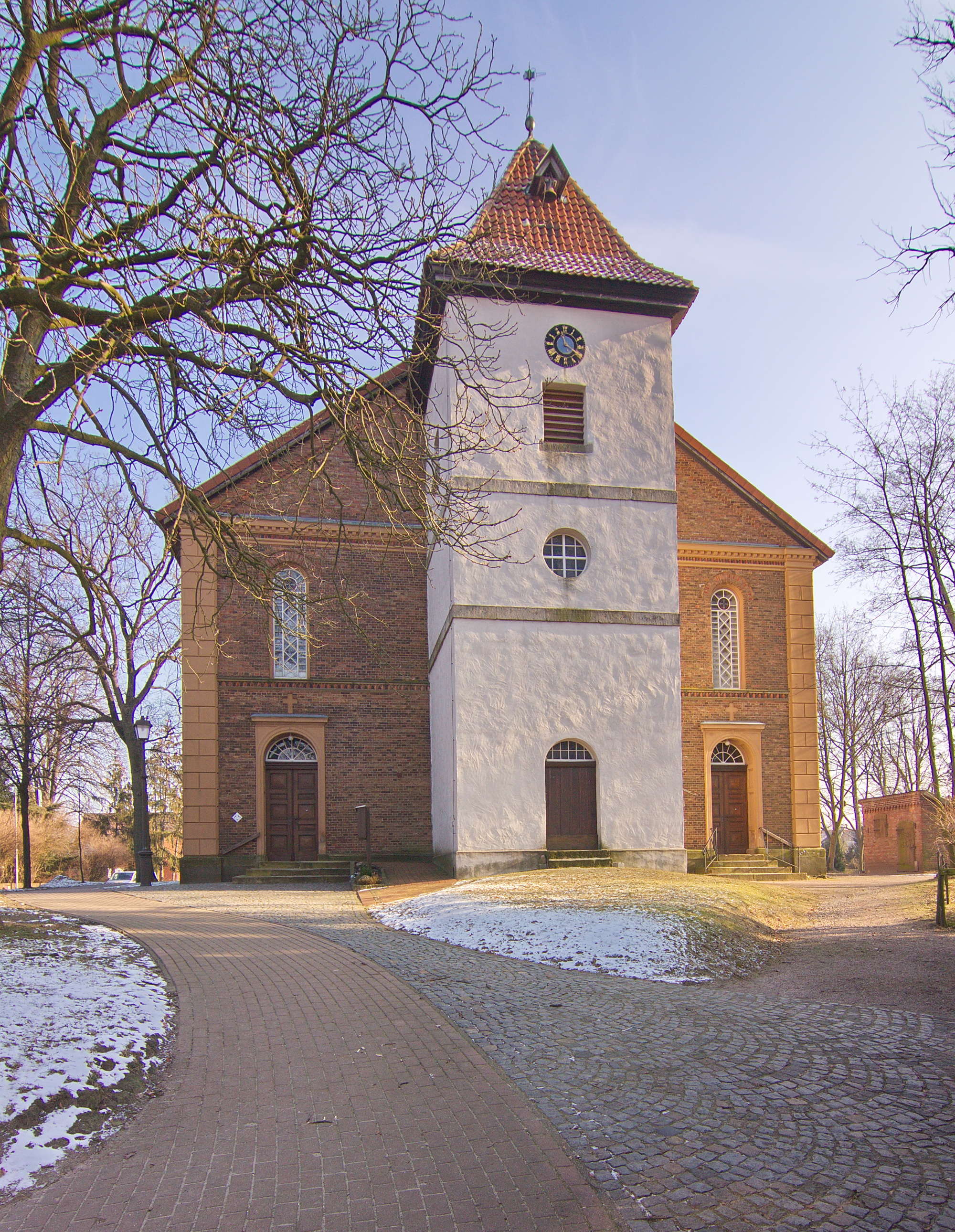
St.-Martini-Kirche in Brelingen

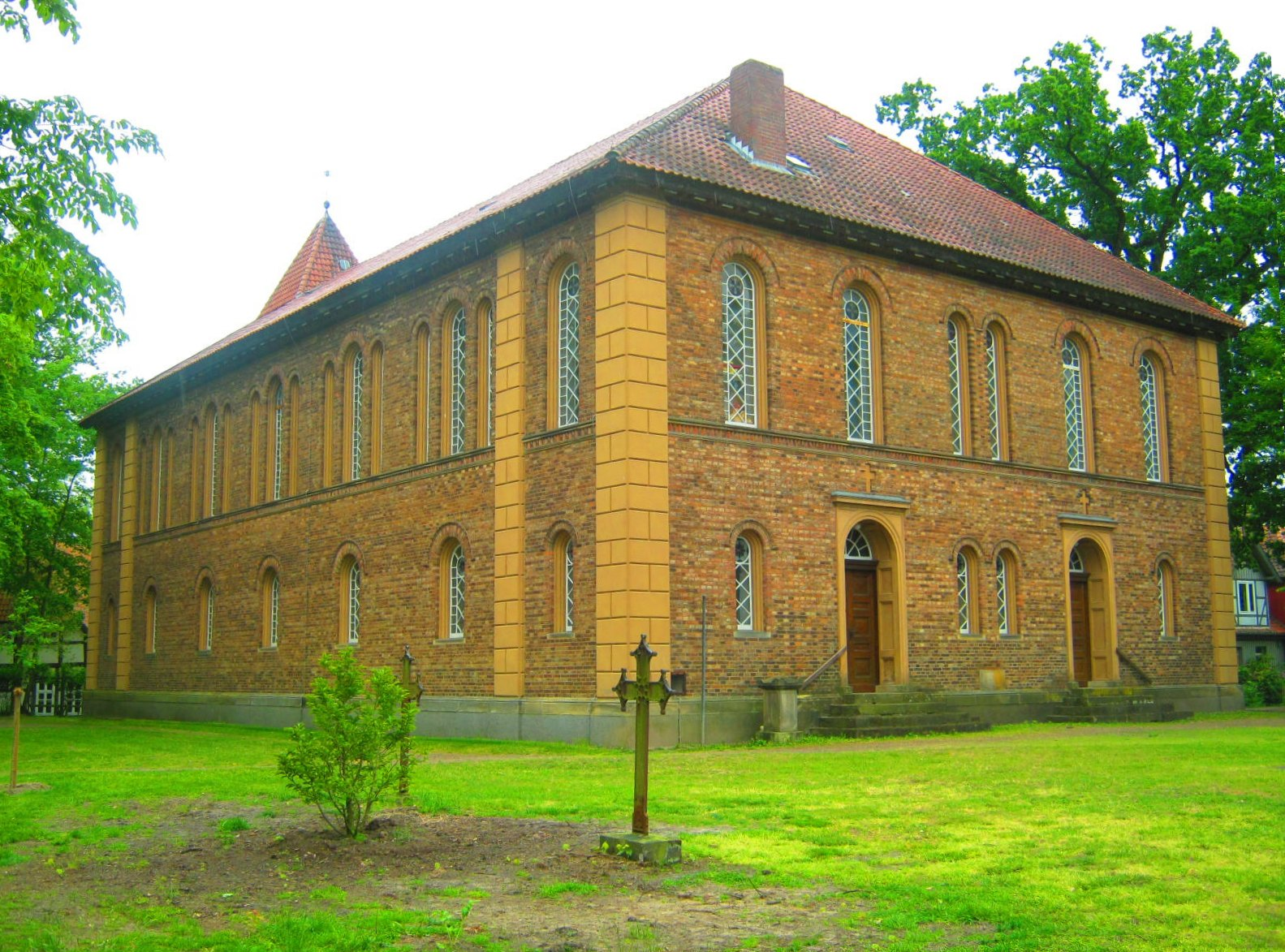
Rückseite St.-Martini-Kirche

Die evangelisch-lutherische St.-Martini-Kirche ist ein Kirchenbau in Brelingen, einem Ortsteil der Gemeinde Wedemark in der niedersächsischen Region Hannover. Sie ist die Kirche der Kirchengemeinde St. Nikolai Kirchhorst/Neuwarmbüchen, die zum Kirchenkreis Burgwedel-Langenhagen der Evangelisch-lutherischen Landeskirche Hannovers gehört.

## Geschichte
Ein Vorgängerbau der heutigen St.-Martini-Kirche wurde im Jahr 1483 als Ersatz für eine ältere Kirche gebaut. Er verfügte weder über einen Chor noch über einen Turm. An diese Kirche wurde 1827 der Kirchturm aus Raseneisenstein angefügt. Nur 20 Jahre später war die Kirche zu klein geworden, sie wurde abgerissen. Der noch neue Turm blieb dabei stehen.
Das Kirchengebäude in seiner heutigen Form wurde im Jahr 1849 in Gebrauch genommen, aus diesem Jahr stammt auch die Orgel. Architekt der Kirche war der Konsistorialbaumeister Ludwig Hellner. Die Kirche war ursprünglich für 1.000 Personen geplant und ist heute die größte Kirche in der Umgegend und eine der größten in der Region Hannover. Über die Ortsgrenzen hinaus bekannt ist das Gotteshaus für seine ausgezeichnete Akustik. Die Innengestaltung wurde mehrfach verändert, die heutige stammt aus den 1960er Jahren.
Zur Kirchengemeinde gehören auch die Dörfer Negenborn und Oegenbostel.